# Vieux château de Fontenay-le-Comte
Le vieux château de Fontenay-le-Comte est un ensemble de ruines ayant constitué un important château fort à l'époque médiévale à Fontenay-le-Comte en Vendée. 

## Historique
Une forteresse est construite dès le XIe siècle, probablement une motte castrale avec constructions de bois. Au fil des siècles, le château fort a été maintes fois agrandi, détruit, reconstruit car il fut le théâtre de conflits durant la guerre de Cent Ans.
Le premier seigneur historiquement attesté de la région fut Thiverçay, qui, dès ses premiers actes de seigneurie, se fit ériger une villa fortifiée, établissant un péage et frappant sa propre monnaie. Il possédait également les précieuses mines de Melle. À la suite de l'instauration du règne de Saint Louis, ce dernier fit de Fontenay-le-Comte la capitale du Bas-Poitou, et c'est sous son autorité que furent édifiés les remparts de la ville fortifiée. Au XIe siècle, avec l'arrivée des comtes de Poitou, la motte féodale fut fondée, marquant ainsi la première implantation d'un château fortifié à Fontenay. Aliénor d'Aquitaine, née à Nieul-sur-l'Autize, céda ses possessions à son fils Richard Cœur de Lion, entraînant la soumission de Fontenay à l'Angleterre. Au XIIIe siècle, la famille des Lusignan prit possession de la seigneurie de Fontenay. La construction d'une forteresse en pierres débuta alors au XIIe siècle, et les siècles suivants virent l'agrandissement et l'amélioration de l'édifice, culminant avec la construction du château de Terre-Neuve au XVIe siècle.  
Le château eut également une fonction pénitentiaire, notamment pour le cardinal Charles Ier de Bourbon. Après l'assassinat d'Henri III, il fut proclamé roi par la Ligue sous le nom de Charles X. Quelques mois avant cet événement, il avait été arrêté et emprisonné au château de Chinon. Henri IV, son successeur, ordonna son transfert à Fontenay-le-Comte en septembre 1589. Il y mourut le 9 mai 1590 dans une demeure située rue des Loges. 
Le château fut démantelé durant la Révolution française, et ses vestiges, convertis en carrières de pierre, servirent notamment à l’édification du Pont Neuf, de la caserne Belliard, ainsi qu’au pavage de certaines voies de communication. À la fin du XVIIIe siècle, la municipalité acquit ce qu’il en subsistait encore. Toutefois, en 1813, l’État, usant de son droit de reprise, s’appropria la propriété, qu’il revendit six ans plus tard à Jean Baron. Ce dernier, trouvant les ruines du château inhospitalières, fit édifier en 1841, au sein du parc, une demeure partiellement adossée à une muraille datant du XIIIe siècle. Les descendants de Jean Baron cédèrent ensuite le domaine à la ville en 1944, laquelle en devint à nouveau propriétaire. 
En 1946, au cours de travaux entrepris pour l’aménagement de tranchées destinées à l’installation d’un réseau d’adduction d’eau, il advint que des pierres taillées remontant au Moyen Âge furent exhumées. Ces vestiges, ayant servi à l’érection du château féodal, conservaient encore, en partie, les traces de la magnificence éteinte de cette édification. En 1952, la ville se résolut à céder à l’Éducation Nationale la demeure dite de Jean Baron. Cette dernière fut toutefois rachetée par la municipalité le 31 décembre 1979. Par la suite, l’édifice accueillit également le dépôt départemental de fouilles archéologiques, lequel fut inauguré le 6 novembre 1982.

## Description
La ville de Fontenay-le-Comte était très importante au Moyen Âge, car la ville était enfermée derrière des remparts flanqués de dix tours et cinq portes fortifiées (châtelets d'entrée). Un château fortifié dominait le site. La ville fortifiée se situait au sud de la forteresse, et autour de la ville, au niveau de l'entrée des portes, se trouvaient des agglomérations non protégées, appelées faubourgs, au nombre de quatre : les faubourgs des Loges, du Marchoux, du Bédouard et du Puits-Saint-Martin. Depuis chacun de ces faubourgs, on entrait dans la ville fortifiée par des portes fortifiées (ou châtelets d'entrée) qui portaient les noms des faubourgs attenants (porte des Loges, porte du Bédouard...). L'enceinte fortifiée de la ville avait un plan plutôt régulier, presque rectangulaire, les murailles nord étant communes avec l'enceinte du château fort. Un réseau de douves protégeait le pied des remparts, complété par la Vendée qui longe le site à l'est. 
L'église Notre-Dame était située dans l'enceinte de la ville fortifiée. Deux autres églises étaient situées dans le faubourg des Loges.
Le château fort était construit à la place de l'ancienne motte castrale. Il avait une forme presque rectangulaire. Flanquée de cinq tours, l'enceinte enfermait une grande cour dont l'accès était protégé par un appareillage assez complexe de bâtiments à l'entrée, à savoir un portique fortifié, un passage en chicane bordé de plusieurs bâtiments. Le donjon primitif, de forme triangulaire (tour des Découvertes) fut remplacé par un nouveau donjon carré bordant l'entrée. La tour de la Boulaye était éperonnée, et équipée plus tard de canons. La tour de la Chapelle, en forme de fer à cheval, comme son nom l'indique abritait un lieu de culte.